# Iglesia del Arcángel de Zemo Nikozi

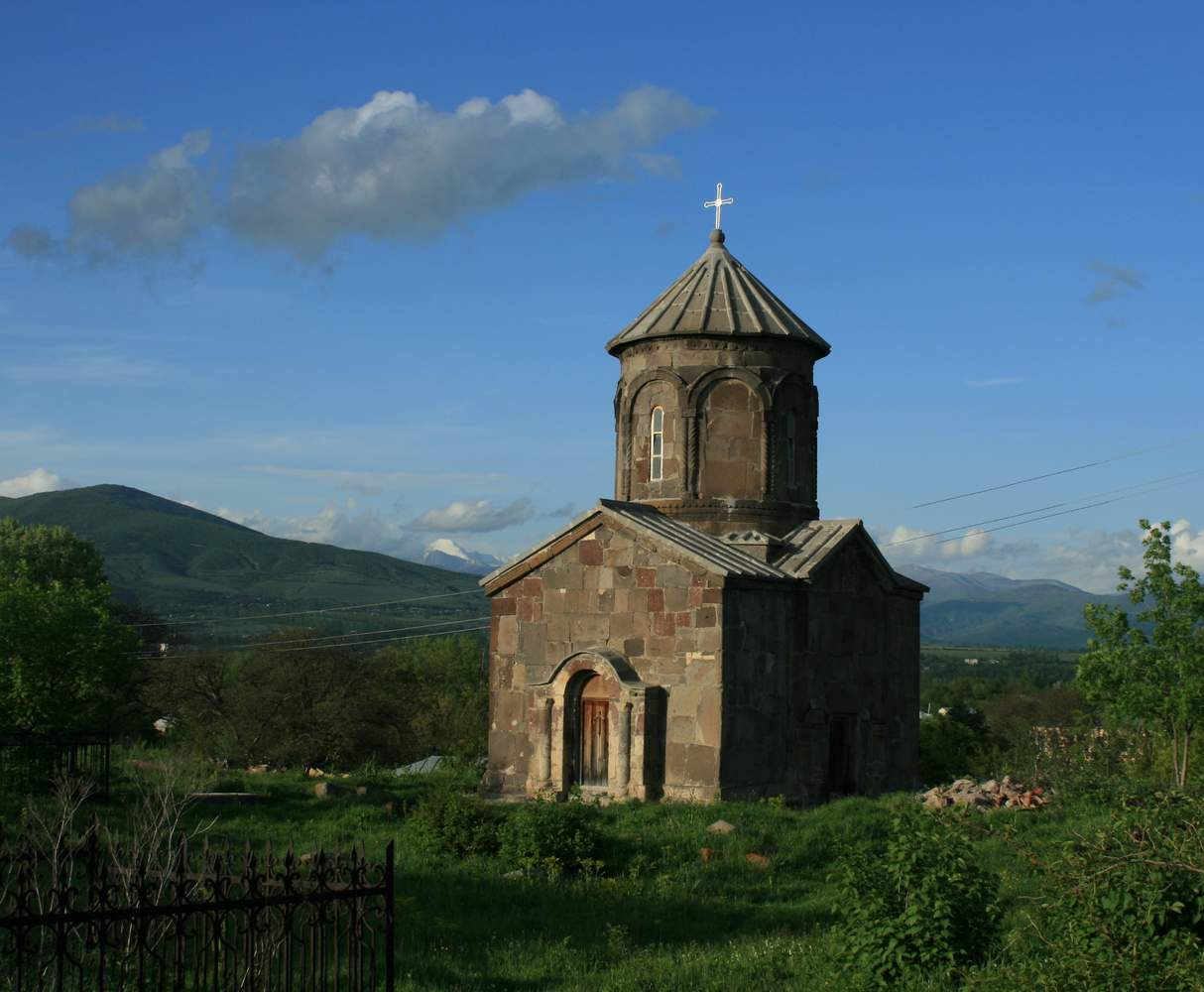
Iglesia del Arcángel de Zemo Nikozi.

La iglesia del Arcángel Zemo Nikozi (en georgiano: ზემო ნიქოზის მთავარანგელოზის ეკლესია) es una iglesia ortodoxa georgiana del siglo X ubicada en el municipio de Gori, en la región este-central de Shida Kartli, Georgia. Está inscrita en la lista de los Monumentos culturales inamovibles de importancia nacional de Georgia.
Una pequeña iglesia con cúpula, se encuentra en lo que ahora es el pueblo de Zemo Nikozi, una parte "superior" del asentamiento histórico de Nikozi, en la orilla derecha del río Gran Liakhvi, en un antiguo cementerio, unos 100 m al sur de la Iglesia Zemo Nikozi de la Deidad. Al estar cerca de la zona de conflicto de Osetia del Sur, la iglesia sobrevivió a la guerra ruso-georgiana de agosto de 2008, pero fue dañada gravemente.

## Arquitectura
La iglesia es una pequeña estructura abovedada, que mide 8.5 × 5.3 m. Es una forma de diseño de cruz inscrita, conocido como kuppelhalle  (rectángulo abovedado) y construida con bloques de basalto grisáceos. La cúpula descansa sobre pilastras sobresaliendo de las paredes longitudinales y su tambor es iluminado por cuatro ventanas. El edificio termina en un ábside  semicircular al este, que tiene pequeños nichos con ábsides a cada lado. Se puede ingresar a la iglesia a través de tres puertas dispuestas simétricamente en los brazos oeste, sur y norte. Las puertas solían estar adornadas con pilastras semicirculares y arcos que corrían por encima de ellos. El exterior del domo está adornado con un arco ciego sostenido por columnas delgadas.
La fachada norte lleva una talla en piedra que representa a San Jorge asesinando al dragón y la base de la cúpula, al norte, lleva tres leones tallados en relieve. Una inscripción de cinco líneas en asomtavruli  sobre la pared norte proclama que la iglesia fue construida por el obispo Michael (Mikael). Justo arriba hay otra inscripción, ahora muy dañada. En una piedra sobre la ventana norte de la cúpula, entre dos figuras de leones, hay una tercera inscripción, dispuesta en cuatro líneas, que menciona al sobrino del obispo Michael, John (Iovane).